# Sandefjord Fotball 2021
Questa voce raccoglie le informazioni riguardanti il Sandefjord Fotball nelle competizioni ufficiali della stagione 2021.

## Stagione
Il Sandefjord ha affrontato il campionato 2021 a seguito dell'11º posto arrivato nella stagione precedente. Alla guida della squadra sono stati chiamati Hans Erik Ødegaard e Andreas Tegström, in sostituzione del precedente allenatore Martí Cifuentes. Il Sandefjord ha chiuso l'annata al 10º posto finale, mentre l'avventura nel Norgesmesterskapet è terminata al secondo turno, con l'eliminazione subita per mano dell'Arendal.

## Maglie e sponsor
Lo sponsor tecnico per la stagione 2020 è stato Macron, mentre lo sponsor ufficiale è stato Jotun. La divisa casalinga era composta da un completo blu, con rifiniture bianche. Quella da trasferta era invece totalmente rossa, con inserti bianchi.
| Casa | Trasferta |

## Rosa
| N. |                        | Ruolo | Calciatore                |
| -- | ---------------------- | ----- | ------------------------- |
| 1  | Norvegia (bandiera)    | P     | Jacob Storevik            |
| 2  | Norvegia (bandiera)    | D     | Brice Wembangomo          |
| 3  | Andorra (bandiera)     | D     | Marc Vales                |
| 4  | Paesi Bassi (bandiera) | D     | Ian Smeulers              |
| 4  | Spagna (bandiera)      | C     | Enric Vallés              |
| 5  | Austria (bandiera)     | D     | Martin Kreuzriegler       |
| 6  | Norvegia (bandiera)    | C     | Sander Mørk               |
| 7  | Spagna (bandiera)      | A     | Marcos Celorrio           |
| 8  | Brasile (bandiera)     | C     | Zé Eduardo                |
| 9  | Norvegia (bandiera)    | A     | Sivert Gussiås            |
| 10 | Costa Rica (bandiera)  | C     | Deyver Vega               |
| 11 | Norvegia (bandiera)    | A     | Kristoffer Normann Hansen |
| 12 | Norvegia (bandiera)    | D     | Mats Haakenstad           |
| 13 | Norvegia (bandiera)    | D     | Lars Markmanrud           |
| 14 | Norvegia (bandiera)    | A     | Alexander Ruud Tveter     |
| 15 | Norvegia (bandiera)    | C     | Erik Næsbak Brenden       |
| 16 | Norvegia (bandiera)    | C     | Andre Sødlund             |
| 17 | Norvegia (bandiera)    | D     | Sander Moen Foss          |

| N. |                                 | Ruolo | Calciatore               |
| -- | ------------------------------- | ----- | ------------------------ |
| 18 | Svezia (bandiera)               | C     | William Kurtović         |
| 19 | Bosnia ed Erzegovina (bandiera) | C     | Amer Ordagić             |
| 20 | Norvegia (bandiera)             | A     | Franklin Nyenetue        |
| 21 | Norvegia (bandiera)             | C     | Peder Meen Johansen      |
| 22 | Norvegia (bandiera)             | A     | Moussa Njie              |
| 23 | Islanda (bandiera)              | D     | Viðar Ari Jónsson        |
| 24 | Norvegia (bandiera)             | C     | Harmeet Singh            |
| 25 | Norvegia (bandiera)             | D     | Henrik Falchener         |
| 28 | Norvegia (bandiera)             | C     | Danilo dos Santos Jonker |
| 29 | Norvegia (bandiera)             | D     | Jørgen Fjeldskår         |
| 35 | Norvegia (bandiera)             | A     | Sindre Egeli             |
| 40 | Norvegia (bandiera)             | D     | Vetle Egeli              |
| 54 | Norvegia (bandiera)             | P     | Andreas Albertsen        |
| 60 | Norvegia (bandiera)             | D     | Filip Loftesnes-Bjune    |
| 92 | Danimarca (bandiera)            | P     | Frederik Due             |
| 93 | Norvegia (bandiera)             | A     | Chuma Anene              |
| 99 | Norvegia (bandiera)             | P     | Jesper Granlund          |

## Calciomercato

### Sessione invernale(dal 15/01 al 24/03)
| Arrivi | Arrivi            | Arrivi | Arrivi     |
| R.     | Nome              | da     | Modalità   |
| ------ | ----------------- | ------ | ---------- |
| P      | Frederik Due      |        | svincolato |
| C      | Amer Ordagić      |        | svincolato |
| C      | Andre Sødlund     |        | svincolato |
| A      | Franklin Nyenetue |        | svincolato |

| Partenze | Partenze          | Partenze | Partenze   |
| R.       | Nome              | a        | Modalità   |
| -------- | ----------------- | -------- | ---------- |
| D        | Anton Kralj       |          | svincolato |
| C        | Emil Pálsson      |          | svincolato |
| C        | Deyver Vega       |          | svincolato |
| A        | George Gibson     |          | svincolato |
| A        | Stefan Mladenović |          | svincolato |
| A        | Rufo              |          | svincolato |

### Sessione primaverile(dal 29/04 al 12/05)
| Arrivi | Arrivi                | Arrivi | Arrivi     |
| R.     | Nome                  | da     | Modalità   |
| ------ | --------------------- | ------ | ---------- |
| A      | Alexander Ruud Tveter |        | svincolato |

| Partenze | Partenze | Partenze | Partenze |
| R.       | Nome     | a        | Modalità |
| -------- | -------- | -------- | -------- |

### Sessione estiva(dal 01/08 al 31/08)
| Arrivi | Arrivi       | Arrivi      | Arrivi     |
| R.     | Nome         | da          | Modalità   |
| ------ | ------------ | ----------- | ---------- |
| D      | Ian Smeulers |             | svincolato |
| C      | Deyver Vega  |             | svincolato |
| A      | Chuma Anene  | Midtjylland | definitivo |
| A      | Moussa Njie  |             | svincolato |

| Partenze | Partenze     | Partenze | Partenze   |
| R.       | Nome         | a        | Modalità   |
| -------- | ------------ | -------- | ---------- |
| C        | Enric Vallès |          | svincolato |

## Risultati

### Eliteserien

#### Girone di andata
| Arbitro: | Hansen Grøtta |

|          |           |                |
| Mørk 23’ | Marcatori | 59’ Fredriksen |

| Arbitro: | Hagen (Grue) |

|                                |           |                                     |
| Storevik 36’ (aut.) Larsen 88’ | Marcatori | 2’ Mørk 44’ Ruud Tveter 50’ Jónsson |

| Arbitro: | Amland (Bergen) |

|  |           |                                          |
|  | Marcatori | 5’ Brochmann 77’ Olden Larsen 89’ Nakkim |

| Arbitro: | Aslam |

|               |           |                                              |
| Mikkelsen 49’ | Marcatori | 13’ Moen Foss 42’ Jónsson 81’ Normann Hansen |

| Arbitro: | Hobber Nilsen (Oslo) |

|                    |           |                        |
| Normann Hansen 51’ | Marcatori | 35’ Hovland 90’ Molins |

| Arbitro: | Hagenes (Flaktveit) |

|                                                 |           |               |
| Tollås Nation 39’ Layouni 61’ Dønnum 70’ (rig.) | Marcatori | 67’ Moen Foss |

| Arbitro: | Saggi (Drammen) |

|                   |           |                               |
| Haugen 16’ (aut.) | Marcatori | 3’, 69’ Haugen 61’ Omoijuanfo |

| Arbitro: | Saggi (Drammen) |

|                                            |           |  |
| Jónsson 35’ Normann Hansen 58’ Gussiås 90’ | Marcatori |  |

| Arbitro: | S. Smehus Kringstad (Oslo) |

|                                      |           |  |
| Tchamba 16’ Hove 25’ Friday 33’, 48’ | Marcatori |  |

| Arbitro: | Eskås (Oslo) |

|                 |           |  |
| Ruud Tveter 51’ | Marcatori |  |

| Arbitro: | Aslam |

|  |           |                            |
|  | Marcatori | 9’ Jónsson 59’ Ruud Tveter |

| Arbitro: | C. Moen |

|                                |           |  |
| Jónsson 32’ Normann Hansen 68’ | Marcatori |  |

| Arbitro: | Hagen (Grue) |

|                                 |           |  |
| Aasbak 56’ Fjeldskår 89’ (aut.) | Marcatori |  |

| Arbitro: | Hansen (Feda) |

|             |           |                 |
| Jónsson 50’ | Marcatori | 59’ Lehne Olsen |

| Arbitro: | Saggi (Drammen) |

|                                            |           |                         |
| Pedersen 18’ Heggebø 49’ Taylor 78’ (rig.) | Marcatori | 29’, 42’ Normann Hansen |

#### Girone di ritorno
| Arbitro: | S. Smehus Kringstad (Oslo) |

|             |           |           |
| Jónsson 12’ | Marcatori | 17’ Ebiye |

| Arbitro: | Saggi (Drammen) |

|                                              |           |  |
| Koné 15’, 22’, 28’, 45’ Moen Foss 76’ (aut.) | Marcatori |  |

| Arbitro: | Moen (Haugesund) |

|                                                   |           |  |
| Kurtović 43’ Oldrup Jensen 61’ (aut.) Jónsson 74’ | Marcatori |  |

| Arbitro: | Steen (Bergen) |

|            |           |           |
| Nakkim 61’ | Marcatori | 45’ Vales |

| Arbitro: | Aslam |

|  |           |                                 |
|  | Marcatori | 5’ Haugen 81’ Kirkevold 88’ Moe |

| Arbitro: | Hagenes (Flaktveit) |

|                  |           |                  |
| Berisha 49’, 78’ | Marcatori | 57’ Kreuzriegler |

| Sandefjord 17 ottobre 2021, ore 17:00 22ª giornata | Sandefjord   | 0 – 0 referto | Odd | Release Arena (4.673 spett.)\| Arbitro: \| Hagen (Grue) \| |
| Arbitro:                                           | Hagen (Grue) |               |     |                                                            |

| Arbitro: | Amland (Bergen) |

|                                         |           |                 |
| Holse 6’, 20’ Vecchia 17’ Islamović 64’ | Marcatori | 68’ Ruud Tveter |

| Arbitro: | Hagenes (Flaktveit) |

|                             |           |  |
| Ruud Tveter 51’ Jónsson 52’ | Marcatori |  |

| Arbitro: | Saggi (Drammen) |

|              |           |  |
| Vetlesen 63’ | Marcatori |  |

| Arbitro: | Hagen (Grue) |

|                                            |           |                    |
| Wolff Eikrem 9’ Brynhildsen 15’ Sinyan 35’ | Marcatori | 84’ Næsbak Brenden |

| Arbitro: | Hansen (Feda) |

|                                |           |                      |
| Jónsson 15’ Normann Hansen 17’ | Marcatori | 6’ Heggebø 90’ Finne |

| Arbitro: | Lien |

|           |           |                                 |
| Liseth 1’ | Marcatori | 17’ Kurtović 87’ Næsbak Brenden |

| Arbitro: | S. Smehus Kringstad (Oslo) |

|                                                |           |                               |
| Jónsson 31’ Ruud Tveter 39’ Næsbak Brenden 45’ | Marcatori | 54’ Øwre Gjertsen 78’ Isaksen |

| Arbitro: | Hagenes (Flaktveit) |

|                           |           |  |
| Dragsnes 29’ Mathisen 81’ | Marcatori |  |

### Norgesmesterskapet
| Arbitro: | Leiulfsrud Aass |

|             |           |                                                     |
| Thorsen 72’ | Marcatori | 58’ Mørk 60’ Sødlund 66’ (rig.) Gussiås 81’ Jónsson |

| Arbitro: | Sinnes |

|                                                                  |           |                                            |
| Hafstad 27’ Hovstad 52’ Hellum 60’ Mladenović 95’ Roppestad 105’ | Marcatori | 15’, 50’ Gussiås 45’ Nyenetue 118’ Jónsson |